# Strijkkwartet nr. 3 (Carter)
Elliott Carter voltooide Strijkkwartet nr. 3 in 1971.
Met zijn derde strijkkwartet probeerde Carter wederom iets nieuws uit. In zijn tweede strijkkwartet kibbelden de vier leden met elkaar. In zijn derde koppelde de componist de eerste vioolstem aan de cello (duo I) en de tweede vioolstem aan de altviool (duo II). Duo I speelt het gehele werk rubato, terwijl duo II strak in de maat speelt. In aanvulling daarop speelt ieder duo in haar eigen tempo en stemming. Alleen in begin en eind speelt het kwartet als een kwartet. Voor de luisteraar klinkt het als een onspeelbaar stuk, terwijl de musici “simpelweg” hun partij spelen. Net als zijn voorganger is het strijkkwartet doorgecomponeerd (geen pauzes tussen de onderdelen), waarbij om de zoveel maten een "toevallige ontmoeting" plaatsvindt.

## Onderverdeling
| tijd        | Duo I                                 | Duo II                           |
| ----------- | ------------------------------------- | -------------------------------- |
| 0:00        | maat 1: Furioso (quasi rubato sempre) | maat 1: Maestoso (giusto sempre) |
| circa 4:32  | maat 90: Giocoso                      | maat 106: Scorrevole             |
| circa 6:50  | maat 136: Leggerissimo                | maat 151: Giusto, meccanico      |
| circa 9:39  | maat 197: Giocoso                     | maat 219: Maestoso               |
| circa 12:20 | maat 277: Leggerissimo                | maat 254: Largo tranquillo       |
| circa 17:48 | maat 380: Andante espressivo          | maat 366: Scorrevole             |
| circa 21:53 | eind                                  | eind                             |

Het stuk werd gecomponeerd op verzoek van het Juilliard Quartet aan wie het ook is opgedragen. Net als zijn voorganger won het de Pulitzerprijs. De eerste uitvoering vond plaats in het Lincoln Center in januari 1973.

## Discografie
- Uitgave Naxos: Pacifica Quartet;
- Uitgave Etcetera: Arditti String Quartet

## Bron
- de compact disc
- Schirmer uitgeverij